# Norrey-en-Auge
Norrey-en-Auge è un comune francese di 103 abitanti situato nel dipartimento del Calvados nella regione della Normandia.

## Società

### Evoluzione demografica
Abitanti censiti